# Lokomotive Sofia
Lokomotiv Sofia  (offiziell: PFK (Profesionalen futbolen klub) Lokomotiw Sofia (ПФК Локомотив София)) ist ein professioneller Fußball- und Eishockeyverein aus Sofia, Bulgarien.
Der Verein wurde 1929 als „ZSK Sofia“ gegründet, wechselte später die Bezeichnung in „Energia Sofia“, unter der sie bis 1944 spielten. In die Zeit als „ZSK Sofia“ fiel 1940 die erste Meisterschaft von FK Lokomotiwe Sofia, als der bulgarische Meister zum zweiten Mal in der bulgarischen Fußballgeschichte in einem Ligasystem, und nicht im Pokalmodus, wie bisher üblich, ausgespielt wurde.
Der Name des Vereins wurde dann geändert in „SK Lokomotiwe Sofia“ und hatte bis zum Jahr 1949 Bestand. 1945 konnte dabei die zweite Meisterschaft errungen werden, die aber wieder in Ausscheidungsspielen entschieden wurde. Zudem konnte das Team im Jahr 1948 den neu eingeführten Sowjetarmee-Pokal gewinnen.
Der anschließende Vereinsname „DSO Torpedo Sofia“ hielt nur zwei Spielzeiten und ab dem Jahr 1951 nahm die Clubführung die Bezeichnung „FD Lokomotiwe Sofia“ an. Nach zwei weiteren Spielzeiten konnte erneut der Sowjetarmee-Pokal gewonnen werden, aber es dauerte noch über ein Jahrzehnt bis 1964 als mit der dritten bulgarischen Meisterschaft ein großer Erfolg verbucht werden konnte.
Nach der Fusion mit dem Stadtrivalen „FD Slawia Sofia“ im Jahr 1969 wurde der gemeinsame Name „ZSK Slawia Sofia“ angenommen. Dieser Zusammenschluss hielt nur zwei Jahre und wurde wieder in „DFS Slawia Sofia“ und „DFS Lokomotiwe Sofia“ aufgelöst. Als „DFS Lokomotiwe Sofia“ konnte in den Jahren 1978 die vierte und vorerst letzte Meisterschaft sowie 1982 der dritte Sowjetarmee-Pokal eingefahren werden.
Im Jahr 1986 erhielt der Verein dann seine heute noch gültige Bezeichnung „FK Lokomotiwe Sofia“. Der erst zur Saison 1980/81 wiedereingeführte bulgarische Pokal war dann im Jahr 1995 der bis dato letzte Titelgewinn.

## Ehemalige Spieler
- Kiril Metkow (1983–1991)
- Ilia Gruev (1993–1994)

## Sportliche Erfolge
- Bulgarischer Meister (4): 1940, 1945, 1964, 1978
- Bulgarischer Pokalsieger (1): 1995
- Sowjetarmee Pokalsieger (3): 1948, 1953, 1982
- Balkanpokal Sieger: (1): 1973

## Europapokalbilanz
| Saison  | Wettbewerb                    | Runde                  | Gegner               | Gesamt          | Hin     | Rück          |
| ------- | ----------------------------- | ---------------------- | -------------------- | --------------- | ------- | ------------- |
| 1964/65 | Europapokal der Landesmeister | Vorrunde               | Malmö FF             | 8:5             | 8:3 (H) | 0:2 (A)       |
| 1964/65 | Europapokal der Landesmeister | 1. Runde               | Győri Vasas ETO      | 7:8             | 3:5 (A) | 4:3 (H)       |
| 1977/78 | Europapokal der Pokalsieger   | 1. Runde               | RSC Anderlecht       | 1:8             | 1:6 (H) | 0:2 (A)       |
| 1978/79 | Europapokal der Landesmeister | 1. Runde               | Odense BK            | 4:3             | 2:2 (A) | 2:1 (H)       |
| 1978/79 | Europapokal der Landesmeister | 2. Runde               | 1. FC Köln           | 0:5             | 0:1 (H) | 0:4 (A)       |
| 1979/80 | UEFA-Pokal                    | 1. Runde               | Ferencváros Budapest | 3:2             | 3:0 (H) | 0:2 (A)       |
| 1979/80 | UEFA-Pokal                    | 2. Runde               | AS Monaco            | 5:4             | 4:2 (H) | 1:2 (A)       |
| 1979/80 | UEFA-Pokal                    | 3. Runde               | Dynamo Kiew          | (a)2:2(a)       | 1:0 (H) | 1:2 (A)       |
| 1979/80 | UEFA-Pokal                    | Viertelfinale          | VfB Stuttgart        | 1:4             | 1:3 (A) | 0:1 (H)       |
| 1982/83 | Europapokal der Pokalsieger   | 1. Runde               | Paris Saint-Germain  | 2:5             | 1:0 (H) | 1:5 (A)       |
| 1985/86 | UEFA-Pokal                    | 1. Runde               | APOEL Nikosia        | 6:4             | 2:2 (A) | 4:2 n. V. (H) |
| 1985/86 | UEFA-Pokal                    | 2. Runde               | Neuchâtel Xamax      | (a)1:1(a)       | 1:1 (H) | 0:0 (A)       |
| 1987/88 | UEFA-Pokal                    | 1. Runde               | Dynamo Tiflis        | 3:4             | 3:1 (H) | 0:3 (A)       |
| 1995/96 | Europapokal der Pokalsieger   | Qualifikation          | Derry City           | 2:1             | 0:1 (A) | 2:0 (H)       |
| 1995/96 | Europapokal der Pokalsieger   | 1. Runde               | Halmstads BK         | (a)3:3(a)       | 3:1 (H) | 0:2 (A)       |
| 1996/97 | UEFA-Pokal                    | Vorrunde               | Neftçi Baku          | 7:2             | 1:2 (A) | 6:0 (H)       |
| 1996/97 | UEFA-Pokal                    | Qualifikation          | Rapid Bukarest       | 0:2             | 0:1 (A) | 0:1 (H)       |
| 2006/07 | UEFA-Pokal                    | 1. Qualifikationsrunde | Makedonija Skopje    | 3:1             | 2:0 (H) | 1:1 (A)       |
| 2006/07 | UEFA-Pokal                    | 2. Qualifikationsrunde | Bne Jehuda Tel Aviv  | 6:0             | 2:0 (A) | 4:0 (H)       |
| 2006/07 | UEFA-Pokal                    | 1. Runde               | Feyenoord Rotterdam  | (a)2:2(a)       | 2:2 (H) | 0:0 (A)       |
| 2007/08 | UEFA-Pokal                    | 2. Qualifikationsrunde | Oțelul Galați        | 3:1             | 3:1 (H) | 0:0 (A)       |
| 2007/08 | UEFA-Pokal                    | 1. Runde               | Stade Rennes         | 3:4             | 1:3 (H) | 2:1 (A)       |
| 2008/09 | UEFA-Pokal                    | 2. Qualifikationsrunde | FK Borac Čačak       | 1:2             | 0:1 (A) | 1:1 (H)       |
| 2011/12 | UEFA Europa League            | 2. Qualifikationsrunde | FK Metalurg Skopje   | 3:2             | 0:0 (A) | 3:2 (H)       |
| 2011/12 | UEFA Europa League            | 3. Qualifikationsrunde | Śląsk Wrocław        | 0:0 (3:4 i. E.) | 0:0 (A) | 0:0 n. V. (H) |

Gesamtbilanz: 50 Spiele, 18 Siege, 12 Unentschieden, 20 Niederlagen, 76:75 Tore (Tordifferenz +1)